# Bahnstrecke Traisen–Kernhof
| |                      |                                                      |                                              |
| Streckennummer (ÖBB): | 151 01               |                                                      |                                              |
| Kursbuchstrecke (ÖBB): | 113                  |                                                      |                                              |
| Streckenlänge: | 34 km                |                                                      |                                              |
| Spurweite: | 1435 mm (Normalspur) |                                                      |                                              |
| Streckenklasse: | C3                   |                                                      |                                              |
| Maximale Neigung: | 14 ‰                 |                                                      |                                              |
| Minimaler Radius: | 157 m                |                                                      |                                              |
| Streckengeschwindigkeit: | 60 km/h              |                                                      |                                              |
| |                      |                                                      |                                              |
| \| \| \| Leobersdorfer Bahn von St. Pölten \| \| \| \| 0,00 \| Traisen (seit 1877) \| 345,8 m ü. A. \| \| \| \| Leobersdorfer Bahn nach Leobersdorf \| \| \| \| 0,7 \| Gölsen (33,30 m) \| Gölsen (33,30 m) \| \| \| 2,126 \| Voestalpine (Awanst) \| Voestalpine (Awanst) \| \| \| 2,197 \| Traisen Markt (seit 1878) \| 353,3 m ü. A. \| \| \| 3,203 \| Neuman (Awanst) \| Neuman (Awanst) \| \| \| 4,978 \| Marktl/Traisen (seit 1878) \| 368 m ü. A. \| \| \| 6,502 \| Lilienfeld (seit 1878) \| 375,7 m ü. A. \| \| \| 7,793 \| Lilienfeld Krankenhaus (seit 1887) \| 380,3 m ü. A. \| \| \| 8,618 \| Schrambach (seit 1878) \| 383,5 m ü. A. \| \| \| 10,0 \| Tavern (1893–1932) \| 392,9 m ü. A. \| \| \| \| ehem. Strecke von Türnitz \| \| \| \| 12,199 \| Freiland (seit 1893, PV bis 2010) \| 405,5 m ü. A. \| \| \| 12,5 \| Unrecht-Traisen (23,20 m) \| Unrecht-Traisen (23,20 m) \| \| \| \| Beginn Anschlussbahn Traisental \| \| \| \| 17,156 \| Innerfahrafeld (seit 1893, PV bis 2010) \| 426,5 m ü. A. \| \| \| 17,414 \| Sägewerk Brunner-Stern (Awanst) \| Sägewerk Brunner-Stern (Awanst) \| \| \| 18,280 \| Isoplus Fernwärmetechnik (Awanst) \| Isoplus Fernwärmetechnik (Awanst) \| \| \| 18,298 \| Furthof (seit 1893, PV bis 2010) \| 460,4 m ü. A. \| \| \| 19,977 \| Hohenberg (seit 1893, PV bis 2010) \| 474,6 m ü. A. \| \| \| 22,311 \| In der Bruck (1893–2010) \| 498,9 m ü. A. \| \| \| 25,824 \| Amt Mitterbach (seit 1893, PV bis 2010) \| 540,6 m ü. A. \| \| \| 27,545 \| St. Aegyd Eisenwerk (seit 1889, PV bis 2010) \| St. Aegyd Eisenwerk (seit 1889, PV bis 2010) \| \| \| \| \| \| \| \| 28,491 \| St. Aegyd am Neuwalde (seit 1893, PV bis 2010) \| 570,9 m ü. A. \| \| \| \| \| \| \| \| \| \| \| \| \| 29,500 \| Markt St. Aegyd am Neuwalde (seit 1893, PV bis 2010) \| 589,5 m ü. A. \| \| \| \| \| \| \| \| 34,300 \| Kernhof (1893–1988) \| 688,8 m ü. A. \| |                      |                                                      |                                              |
| Strecke |                      | Leobersdorfer Bahn von St. Pölten                    | Leobersdorfer Bahn von St. Pölten            |
| Bahnhof | 0,00                 | Traisen (seit 1877)                                  | 345,8 m ü. A.                                |
| Abzweig geradeaus und nach links |                      | Leobersdorfer Bahn nach Leobersdorf                  | Leobersdorfer Bahn nach Leobersdorf          |
| Brücke über Wasserlauf | 0,7                  | Gölsen (33,30 m)                                     | Gölsen (33,30 m)                             |
| Abzweig geradeaus und von rechts | 2,126                | Voestalpine (Awanst)                                 | Voestalpine (Awanst)                         |
| Haltepunkt / Haltestelle | 2,197                | Traisen Markt (seit 1878)                            | 353,3 m ü. A.                                |
| Abzweig geradeaus und nach rechts | 3,203                | Neuman (Awanst)                                      | Neuman (Awanst)                              |
| Haltepunkt / Haltestelle | 4,978                | Marktl/Traisen (seit 1878)                           | 368 m ü. A.                                  |
| Bahnhof | 6,502                | Lilienfeld (seit 1878)                               | 375,7 m ü. A.                                |
| Haltepunkt / Haltestelle | 7,793                | Lilienfeld Krankenhaus (seit 1887)                   | 380,3 m ü. A.                                |
| Bahnhof | 8,618                | Schrambach (seit 1878)                               | 383,5 m ü. A.                                |
| ehemaliger Haltepunkt / Haltestelle | 10,0                 | Tavern (1893–1932)                                   | 392,9 m ü. A.                                |
| Abzweig geradeaus und ehemals von rechts |                      | ehem. Strecke von Türnitz                            | ehem. Strecke von Türnitz                    |
| Dienststation / Betriebs- oder Güterbahnhof | 12,199               | Freiland (seit 1893, PV bis 2010)                    | 405,5 m ü. A.                                |
| Brücke über Wasserlauf | 12,5                 | Unrecht-Traisen (23,20 m)                            | Unrecht-Traisen (23,20 m)                    |
| Wechsel des Eisenbahninfrastrukturunternehmens |                      | Beginn Anschlussbahn Traisental                      | Beginn Anschlussbahn Traisental              |
| ehemaliger Haltepunkt / Haltestelle | 17,156               | Innerfahrafeld (seit 1893, PV bis 2010)              | 426,5 m ü. A.                                |
| Abzweig geradeaus und ehemals von links | 17,414               | Sägewerk Brunner-Stern (Awanst)                      | Sägewerk Brunner-Stern (Awanst)              |
| Abzweig geradeaus und nach links | 18,280               | Isoplus Fernwärmetechnik (Awanst)                    | Isoplus Fernwärmetechnik (Awanst)            |
| ehemaliger Haltepunkt / Haltestelle | 18,298               | Furthof (seit 1893, PV bis 2010)                     | 460,4 m ü. A.                                |
| Dienststation / Betriebs- oder Güterbahnhof | 19,977               | Hohenberg (seit 1893, PV bis 2010)                   | 474,6 m ü. A.                                |
| ehemaliger Haltepunkt / Haltestelle | 22,311               | In der Bruck (1893–2010)                             | 498,9 m ü. A.                                |
| ehemaliger Haltepunkt / Haltestelle | 25,824               | Amt Mitterbach (seit 1893, PV bis 2010)              | 540,6 m ü. A.                                |
| ehemaliger Haltepunkt / Haltestelle | 27,545               | St. Aegyd Eisenwerk (seit 1889, PV bis 2010)         | St. Aegyd Eisenwerk (seit 1889, PV bis 2010) |
| |                      |                                                      |                                              |
| Dienststation / Betriebs- oder Güterbahnhof | 28,491               | St. Aegyd am Neuwalde (seit 1893, PV bis 2010)       | 570,9 m ü. A.                                |
| |                      |                                                      |                                              |
| |                      |                                                      |                                              |
| ehemalige Betriebsstelle Strecke ab hier außer Betrieb | 29,500               | Markt St. Aegyd am Neuwalde (seit 1893, PV bis 2010) | 589,5 m ü. A.                                |
| |                      |                                                      |                                              |
| Kopfbahnhof Streckenende (Strecke außer Betrieb) | 34,300               | Kernhof (1893–1988)                                  | 688,8 m ü. A.                                |

Die Bahnstrecke Traisen–Kernhof, die Traisentalbahn, ist eine Nebenbahn in Niederösterreich. Die rund 34 km lange Seitenlinie der Leobersdorfer Bahn erschließt das Traisental. Der erste Abschnitt ist in Betrieb der ÖBB, der zweite Abschnitt wird nach der Einstellung des regulären Personenverkehrs und endgültigen Stilllegungsplanungen in den 2000ern heute von den Gemeinden selbst betrieben (Traisen-Gölsental Regionalmanagement GmbH, die Bahn Anschlussbahn Traisental genannt).
Die Aufnahmsgebäude der Bahnhöfe Hohenberg und St. Aegyd stehen unter Denkmalschutz.

## Geschichte

### Traisentalbahn als Nebenbahn der Leobersdorfer Bahn

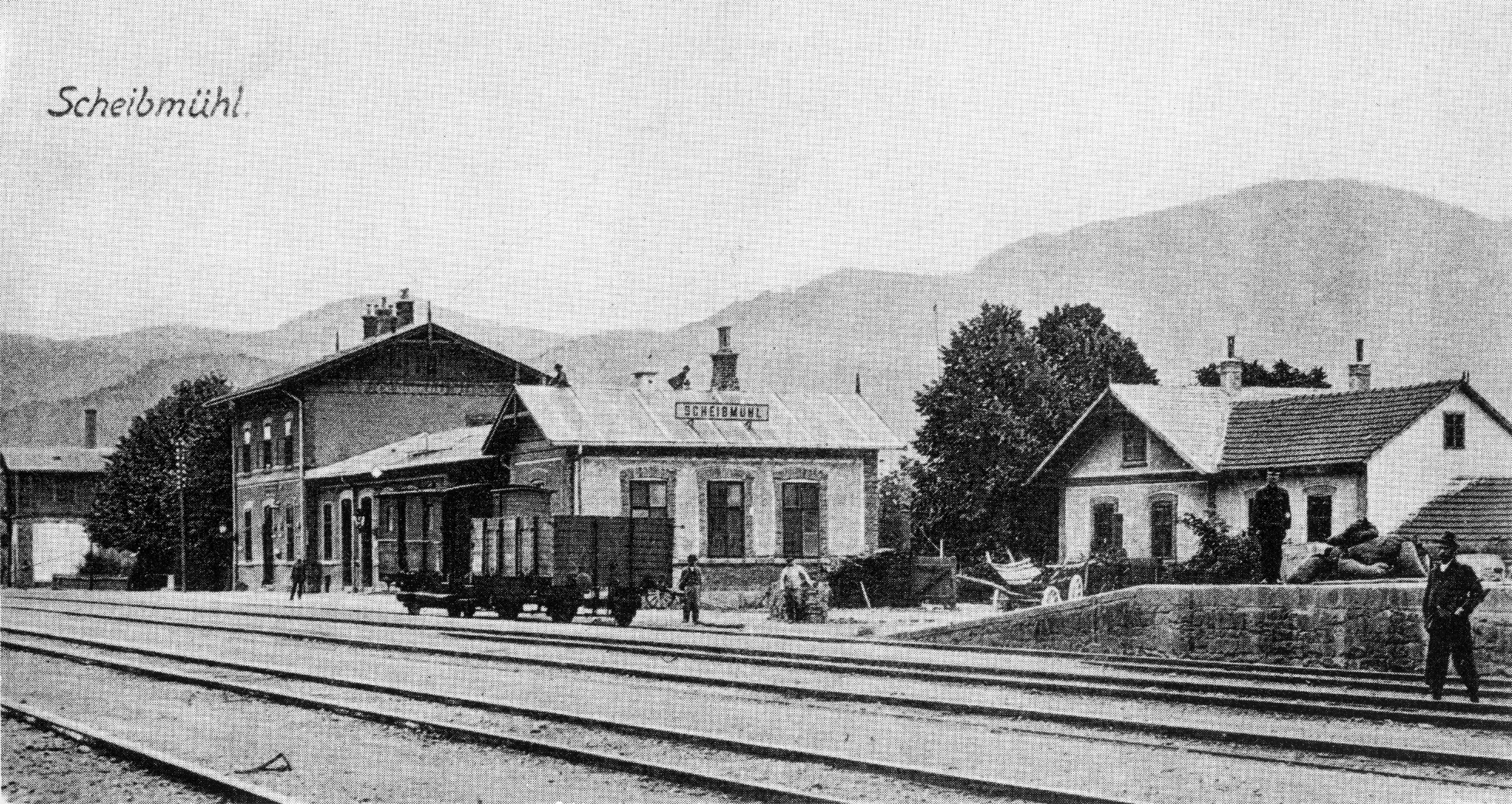
Abzweigstation Scheibmühl (um 1905)

Bahnhof St. Aegyd am Neuwalde (1906), gesehen in Fahrtrichtung Kernhof, links: das Heizhaus

Nach Vollendung der Westbahn gab es mehrere Projekte, eine Verbindung mit der Südbahn herzustellen. Schließlich setzte sich die Idee durch, die Wasserscheide zwischen Gölsen und Triesting in kaum 600 m Seehöhe mit einer Trassenführung St. Pölten – Leobersdorf zu überwinden.
Mit Gesetz vom 16. Mai 1874 wurde nicht nur die Grundlage für den Bau der Strecke Leobersdorf–St. Pölten geschaffen, sondern unter anderem auch Vorsorge für eine Flügelbahn von Scheibmühl nach Schrambach, eventuell Freiland getroffen. Mit Concessionsurkunde vom 3. November 1874 wurde den Konzessionären Victor Graf Wimpffen „im Vereine mit“ Adolph Horst, Leopold Hutterstraßer, Alexander Curti und August Köstlin das Recht zum Bau und Betrieb der genannten Strecken verliehen, wobei für die Zweigbahn der Status einer Secundärbahn festgelegt wurde, solange „von der Staatsverwaltung keine technisch-bauliche Aufwertung angeordnet wäre.“
Am 19. Oktober 1876 konstituierte sich die Leobersdorf-St. Pöltener Eisenbahn-Gesellschaft unter der Firma K. k. priv. niederösterreichische Südwestbahn in der Anwesenheit von 17 Aktionären, welche „mehr als neun Zehntel des Actien-Kapitals repräsentierten“.
Trotz mehrfacher staatlicher Unterstützung sah sich die Aktiengesellschaft k. k. priv. niederösterreichische Südwestbahnen, die den Bahnbau begonnen hatte, unlösbaren Finanzierungsproblemen gegenüber, sodass der Staat die Restfinanzierung und schließlich 1878 die gesamte Bahnanlage unter der Bezeichnung k. k. niederösterreichische Staatsbahnen übernahm.
Am 1. Juni 1878 wurde diese 8,5 km lange Strecke eröffnet (auf welcher bis 5. Juli selben Jahres „eine Maximalgeschwindigkeit von 12 Kilometern per Stunde“ galt).
Zehn Jahre später konkretisierte sich die weitere Planung im Gesetz vom 30. Juni 1888, das eine „theils als Adhäsions-, theils als Zahnstangenbahn herzustellende Eisenbahnverbindung von der Station Schrambach […] über Freiland, St. Egyd, Terz und Mürzsteg nach Neuberg mit einer Abzweigung von Terz über Mariazell nach Gußwerk, eventuell nach Wegscheid“ zum Inhalt hatte.
Weitere im Rahmen der gesetzlich festgelegten Projektierung vorgenommene Kostenschätzungen legten der Regierung nahe, „einstweilen nur die Thalstrecke von Schrambach über Freiland und St. Egyd nach Kernhof auszuführen“.
Der Bau der „als normalspurige Secundärbahn auszuführenden Locomotiveisenbahn von Schrambach nach Kernhof“ erfolgte auf Basis des Gesetzes vom 1. Juni 1890, die Eröffnung der 25,6 km langen Strecke fand am 2. Juni 1893 statt.

### Verlauf und Betrieb nach der Übernahme durch die Gemeinden
Die Strecke beginnt im Bahnhof Traisen, folgt der Traisen flussaufwärts und erreicht nach den Haltestellen Traisen Markt und Marktl/Traisen den Bahnhof Lilienfeld, nachdem sie kurz zuvor das Stift Lilienfeld passiert hat.
Es folgen die Haltestellen Lilienfeld Krankenhaus und Schrambach. Bis 2026 soll die Traisentalbahn bis Freiland elektrifiziert werden.
Danach befanden sich aufgelassene Haltestelle Tavern und der Bahnhof Freiland, von dem die 2001 stillgelegte Strecke nach Türnitz abzweigt.
Nun folgt die Strecke der Unrecht-Traisen. Die nächsten Haltestellen waren Innerfahrafeld und Furthof. Danach folgte der Bahnhof Hohenberg. Die Haltestellen In der Bruck, Amt Mitterbach sowie St. Aegyd Eisenwerk befanden sich vor dem Bahnhof St. Aegyd am Neuwalde. Hier endet der Güterverkehr auf dieser Strecke. Nur knapp hinter diesem Bahnhof liegt der Endpunkt der Strecke (bis 12. Dezember 2010) in der Haltestelle Markt St. Aegyd am Neuwalde. Der Bahnhof Kernhof wurde seit 29. Mai 1988 nicht mehr erreicht. Die Teilstrecke Schrambach – St. Aegyd am Neuwalde Markt wurde am 12. Dezember 2010 für den Personenverkehr eingestellt; der Güterverkehr zwischen Freiland und St. Aegyd wurde, verbunden mit einer Frachtkostenerhöhung von 150 Euro/Waggon, ursprünglich bis Mitte 2011, nach politischer Urgenz bis zum Fahrplanwechsel Dezember 2011 aufrechterhalten.
Seit dem 1. April 2012 ist die 17 km lange Strecke zwischen Freiland und St. Aegyd eine Anschlussbahn im Besitz der Traisen-Gölsental Regionalentwicklungs GmbH, die diese der ÖBB Rail Cargo (RCA) zur Verfügung stellen. Die Gemeinden investierten 4,5 Mio. Euro, 3,3 Mio. Euro förderte das Land, gut 800.000 Euro die Schieneninfrastruktur-Dienstleistungsgesellschaft mbH (Schig) aus dem österreichischen Klima- und Energiefonds des Lebensministeriums. Die Rail Cargo Austria stellt weiterhin das Zugmaterial im regulären Gütertransport bereit und erarbeitet die Fahrpläne. Außerdem werden im Personenverkehr wieder Sonderfahrten durchgeführt.
Mit 1. Februar 2013 wurde von der Traisen-Gölsental Regionalmanagement GmbH eine Rahmenvereinbarung Streckenbetreuung Anschlussbahn Traisental ausgeschrieben. Seit 2013/14 kann durch eine Kooperation mit der Weichenwerk Wörth GmbH (St. Pölten, eine Kooperation der voestalpine Weichensysteme und der ÖBB Infrastruktur) auch wieder der Winterbetrieb sichergestellt werden.

### Bedeutung
Die Strecke wurde als eine der ersten verstaatlicht und läutete die große Staatsbahnära in Österreich ein, noch bevor die Kaiserin-Elisabeth-Bahn (Westbahn) in den Staatsbesitz überging.
Mit der immer stärker werdenden Konkurrenz durch den Straßenverkehr verlor die Strecke in der Nachkriegszeit immer mehr an Bedeutung.
Die nicht durchgeführten Investitionen und Modernisierungen (automatische Schrankenanlagen, fernbediente Weichen, Erneuerungen des Oberbaus) führten zu einer personalintensiven und langsamen Abwicklung des Verkehrs, der nicht mehr kostendeckend durchgeführt werden konnte. Die in den 1960er und 1970er Jahren gut besetzten Arbeiter- und Schülerzüge verloren immer mehr an Bedeutung. Die Folge war 1988 die Einstellung des Verkehrs nach Kernhof.
Aufgrund der Bedeutung für den Wirtschaftsstandort übernahmen die Traisentalgemeinden (Kleinregion Traisen-Gölsental) den Betrieb der hinteren Talung selbst, und durchaus erfolgreich. Nachdem die VÖEST den Standort am Eisenwerk St. Aegyd in den 1990ern aufgelassen hatte, sind es heute neben der Giesserei Traisen und PREFA in Lilienfeld, die noch von der ÖBB bedient werden, insbesondere der Automobilzulieferer Roth-Technik Austria (RTA) und die Seilerei Teufelberger in St. Aegyd wie auch isoplus Fernwärmetechnik (ehemalige Feilenfabrik Furthof bis 1982), für die die Bahn von zentraler Bedeutung ist. Die Sonderfahrten für Personen auf Anfrage fördern auch den Tourismus der Talung.
2024 erfolgten öffentliche Personenzug-Fahrten durch den Österreichen Club für Diesellokgeschichte (ÖCD), auch 2025 sind Fahrten geplant.

### Attraktivierung
Der Abschnitt bis Schrambach soll bis 2027 elektrifiziert und in mehrlei Hinsicht attraktiviert werden. Die Bauarbeiten sollen 2025 beginnen.

## Fahrbetriebsmittel
Die Niederösterreichischen Südwestbahnen beschafften ursprünglich sechs Lokomotiven der Serie A, sieben Maschinen der Serie B, eine Tenderlokomotive 1C und sechs Tenderlokomotiven der Serie C mit den Nummern 2–7. Alle diese Maschinen wurden von den kkStB übernommen. Die kkStB selbst ließ 1893 drei Lokomotiven (97.59–61) für die NÖSWB im Zusammenhang mit der Eröffnung der Zweiglinie nach Kernhof bauen.
Als Besonderheit ist auf der gemeindeeigenen Anschlussbahn heute ein Zweiwege-Unimog (straßen- und bahntauglich) in Betrieb, den die Weichenwerk Wörth GmbH in PPP-Kooperation bereitstellt. Er ist mit einem Kran ausgerüstet, sodass sowohl von der Straße als auch der Bahntrasse aus Wartungsarbeiten durchgeführt werden können, und ist auch im Winterdienst in Einsatz.

## Galerie

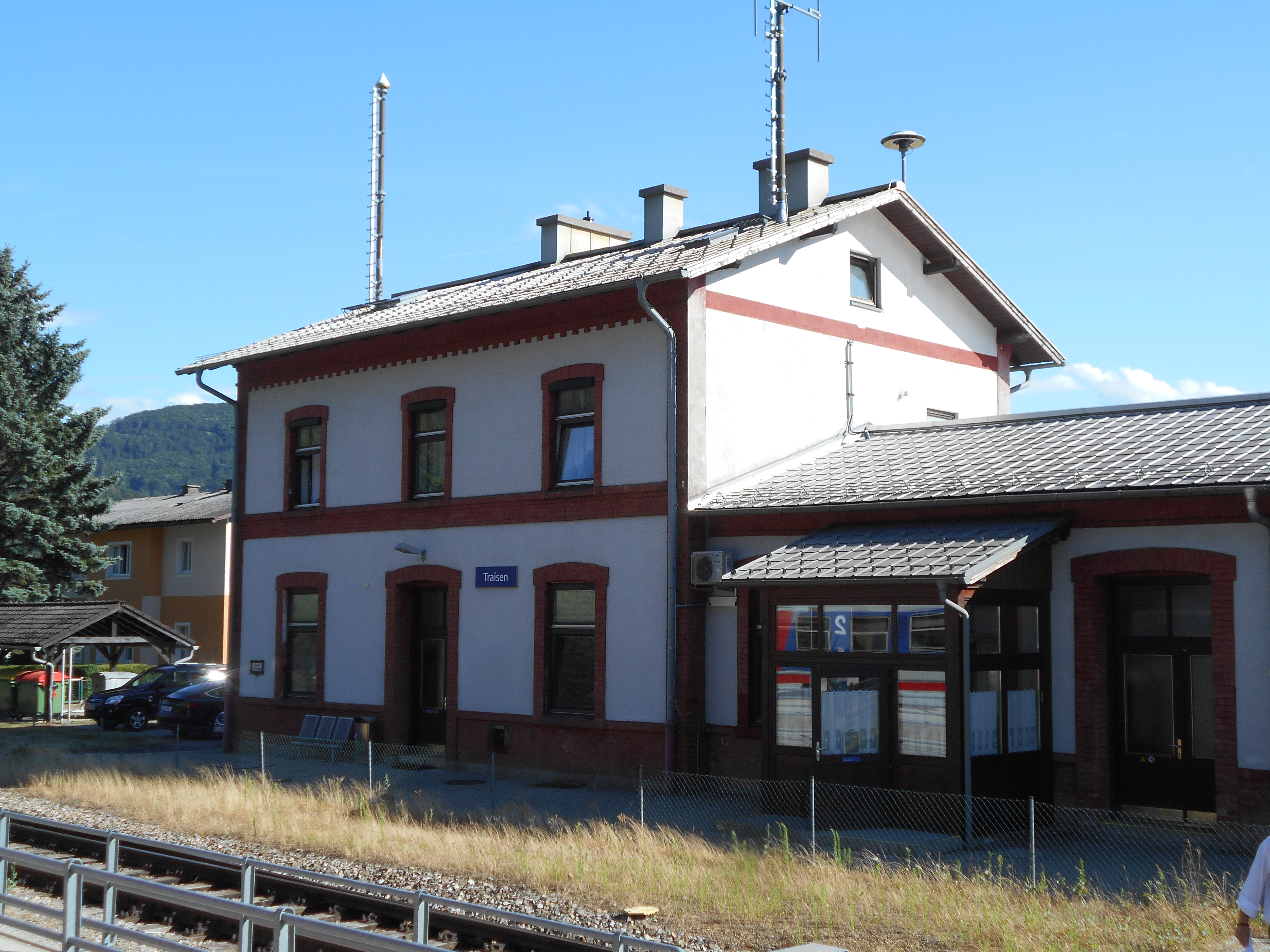
Aufnahmsgebäude im Bahnhof Traisen
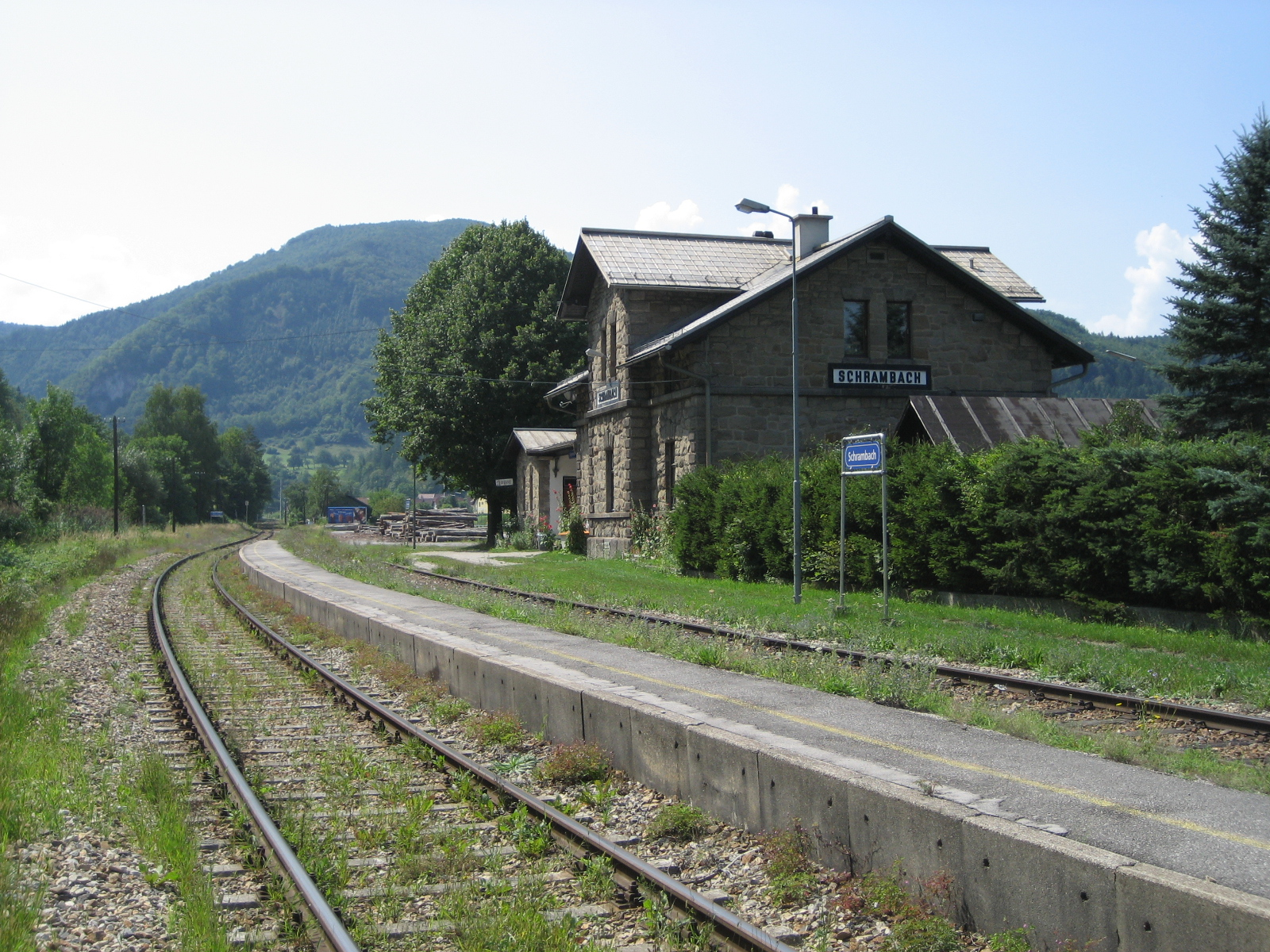
Aufnahmsgebäude im Bahnhof Schrambach
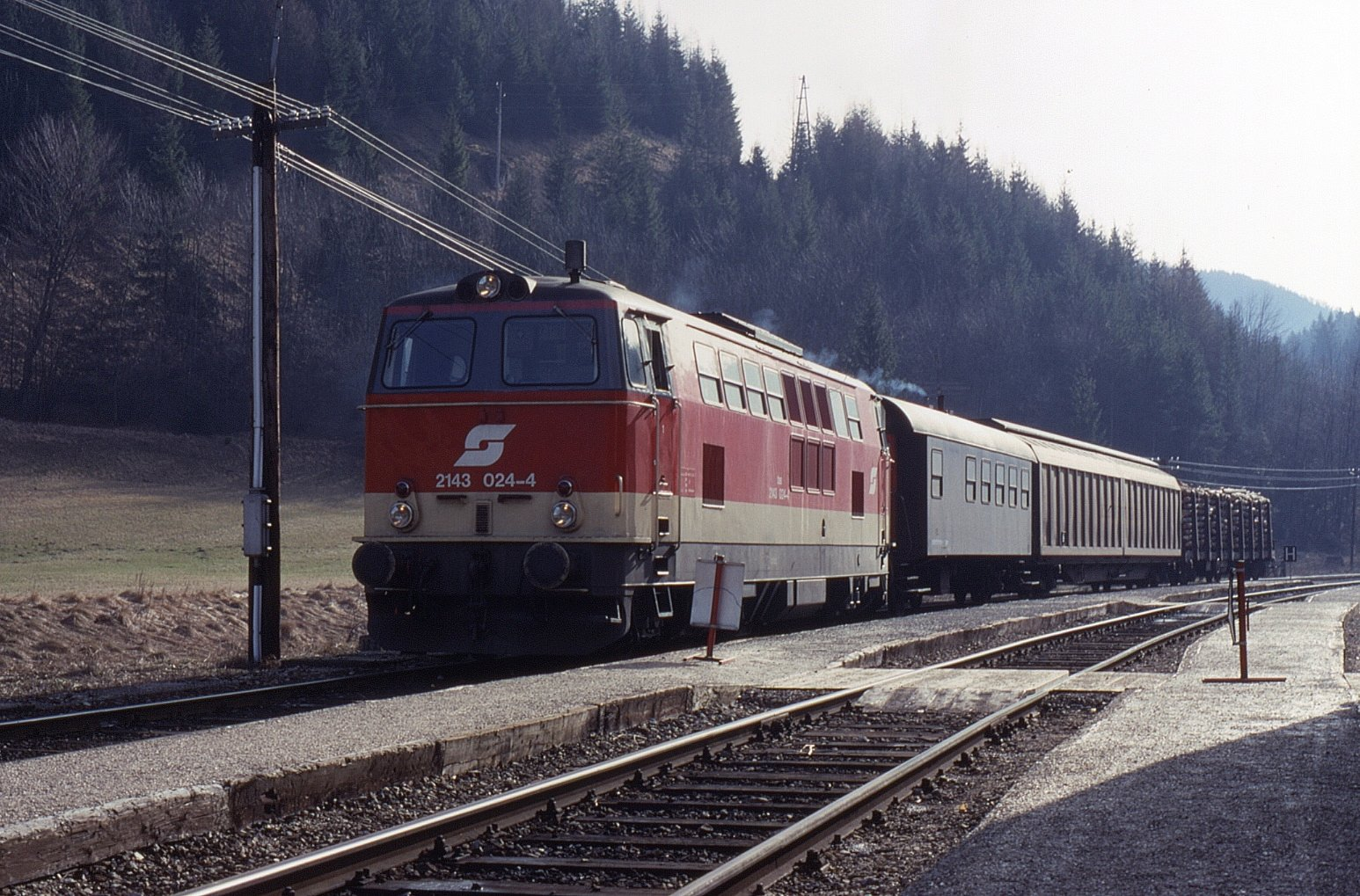
Güterzug im Bahnhof Freiland, 1992
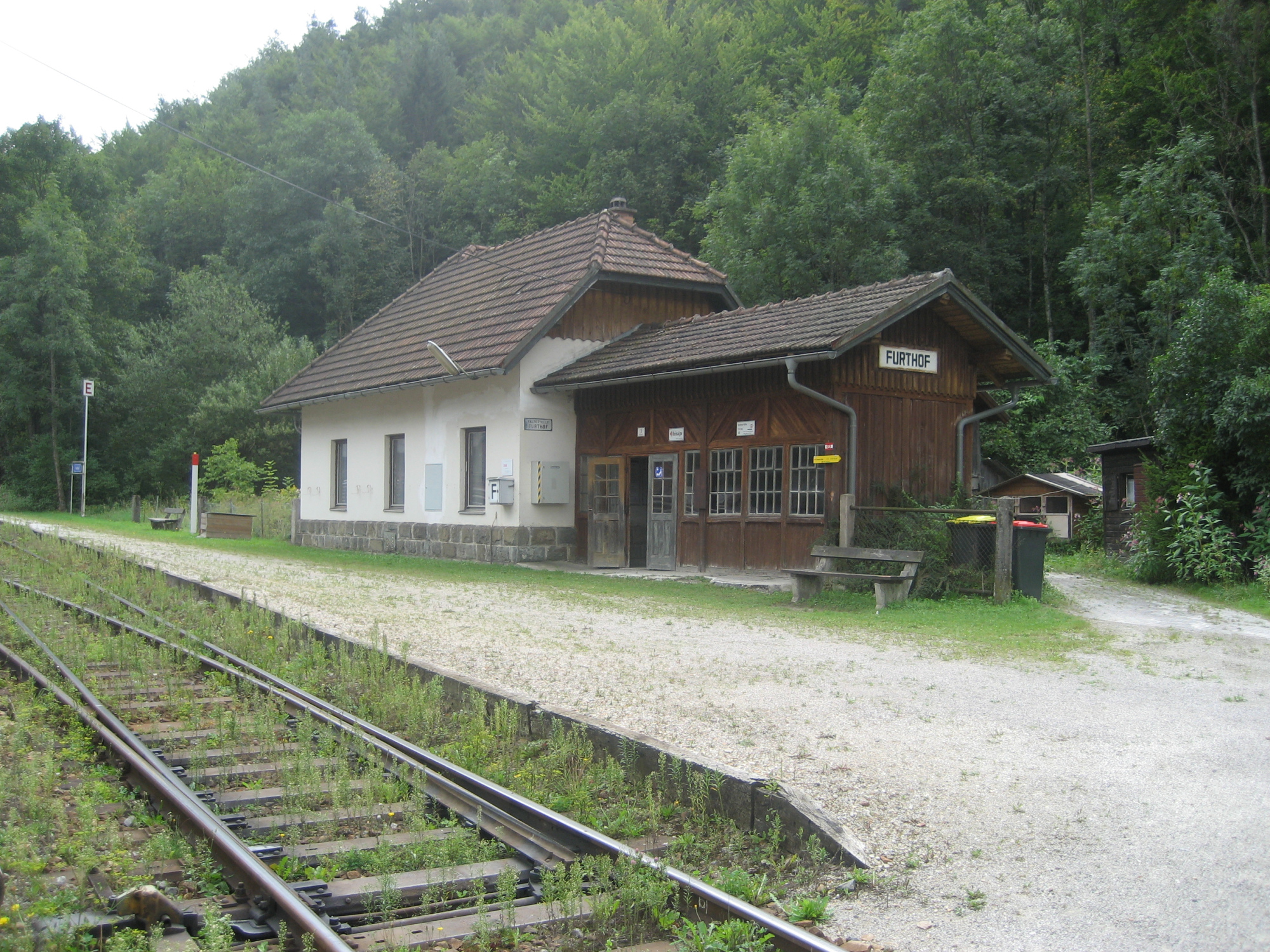
Aufnahmsgebäude Furthof
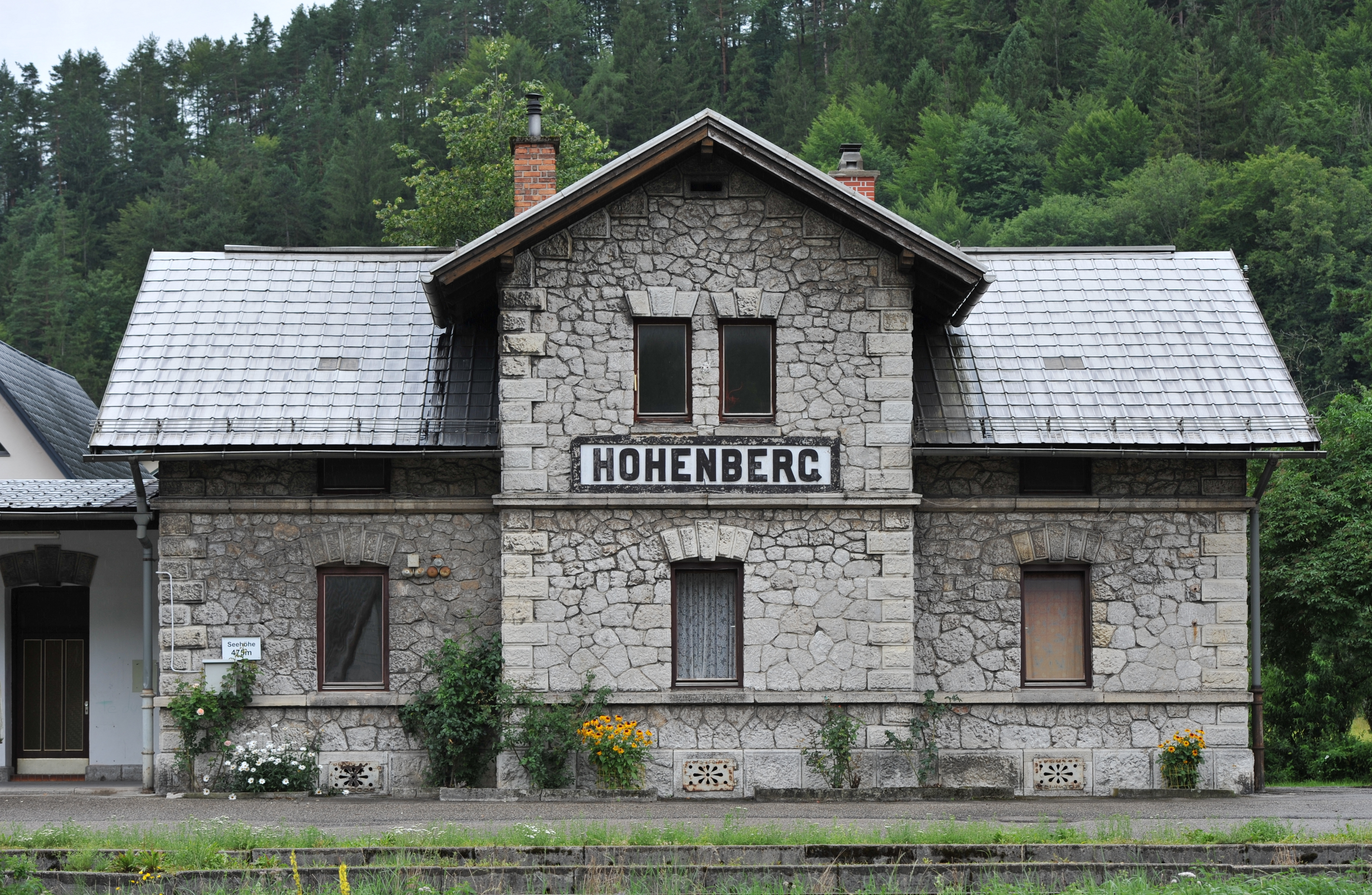
Aufnahmsgebäude im Bahnhof Hohenberg
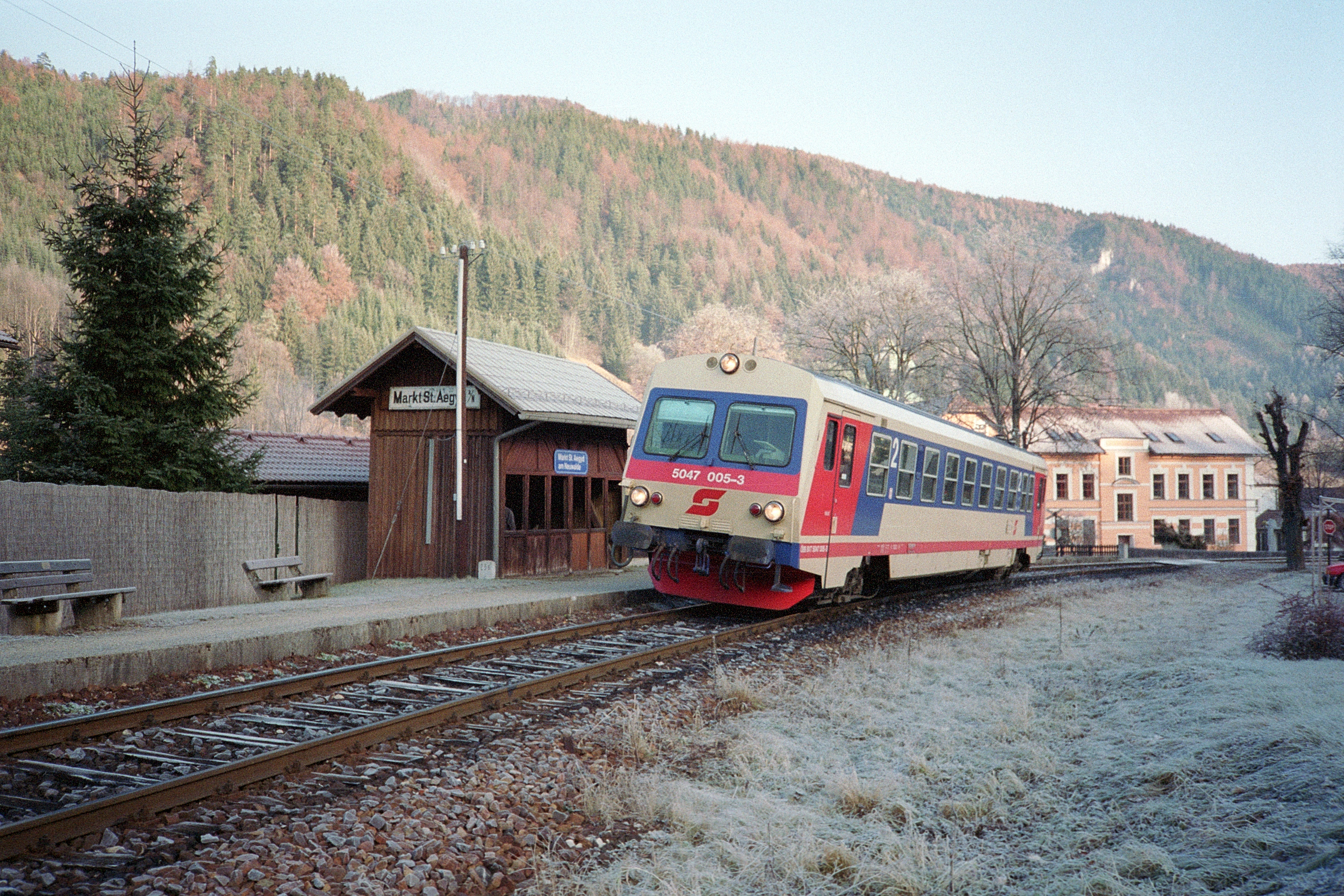
Von 1988 bis 2010 war die Haltestelle Markt St. Aegyd am Neuwalde Endstation der Traisentalbahn.